# Microsoft MapPoint
Microsoft MapPoint ist ein Programm von Microsoft, das das interaktive Verwenden von Landkarten ermöglicht.
Im Sommer 2014 wurde bekannt, dass der Softwarehersteller beschlossen hatte, die Produkte AutoRoute, Streets & Trips und MapPoint zum 31. Dezember 2014 einzustellen. Aktuelle Benutzer konnten weiterhin mit AutoRoute, Streets & Trips und MapPoint ihre Reisen planen, und der Onlinesupport konnte mindestens bis zum 14. Juli 2015 genutzt werden.

## Geschichte
Mark Atherton und Ian Mercer starteten 1988 ein Kartensoftwareprojekt in Großbritannien. Zusammen mit Simon Anthony, Michael Biscoe-Taylor und George Roussopolos gründeten sie NextBase Limited, arbeiteten aber nebenher noch in anderen Projekten. Für die erste Version von AutoRoute brauchten sie knapp sieben Monate. Ende der 1980er Jahre waren die meisten Softwareprodukte textbasiert und wurde auf Disketten vertrieben; AutoRoute stach allein schon durch den Schwerpunkt auf Grafiken hervor. Die Beta-Version wurde an ein paar Journalisten verteilt und verbreitete sich. Aufgrund des positiven Feedbacks der ersten Benutzer erweiterte das Team den Vertrieb des Produkts von Großbritannien auf Frankreich, die Niederlande und schließlich die Vereinigten Staaten. Microsoft kaufte Nextbase 1994 und das Team siedelte in die Vereinigten Staaten über.

„Diese Produkte wären nie so erfolgreich geworden, wenn die treuen Anhänger nicht jahrelang das Produkt und die verschiedenen Iterationen davon erworben hätten. Ich war in den vergangenen Jahren an zahlreichen Wohnmobil-Rallyes zugegen und habe immer gern mit unseren begeisterten Kunden über ihre Erfahrungen mit der Planung von großartigen Wohnmobilreisen durch ganz Nordamerika gesprochen. Das Feedback und die Begeisterung unserer Benutzer haben zur beinahe zwanzigjährigen Marktführerschaft der Reiseplanungssoftware von Microsoft beigetragen.“

## Anwendungsbereich
MapPoint ist primär an Geschäftskunden gerichtet. Es enthält die volle Funktionalität von Microsoft AutoRoute, integriert sich zusätzlich in Microsoft Office und erlaubt die Integration von Kartendaten aus verschiedenen Quellen, z. B. aus Microsoft Excel.
Die MapPoint-Technologie wird verwendet in:
- Endbenutzersoftware:
  - MapPoint (für Nordamerika und Westeuropa, Business-Kunden)
  - AutoRoute (für Westeuropa, Endkunden)
  - Microsoft Streets and Trips (für Nordamerika, Endkunden)
  - Encarta Enzyklopädie
- Webbasierte Dienste:
  - Der MapPoint Web Service
  - Die Virtual Earth Platform
  - Windows Live Local, basierend auf Virtual Earth
  - MSN Karten & Routen, basierend auf MapPoint Web Service

Die aktuelle Version ist MapPoint 2013. Für den Bereich Forschung und Lehre gibt es auch eine nicht für die kommerzielle Nutzung freigegebene Academic-Version.
Die Software ist nur für Windows-PCs verfügbar, ein kleiner abgespeckter Viewer mit dem Namen Pocket Streets wird allerdings für Windows-Mobile-Geräte (wie z. B. Pocket PC und MS Smartphone) mitgeliefert.

## Alternative
Als Alternative für die Zukunft empfiehlt Microsoft sein Bing Maps, das viel der Technik aus MapPoint und AutoRoute enthält.
Alternativ finden sich sowohl im kommerziellen als auch freien Bereich verschiedene Lösungen, die auch die Nutzung von Offline-Karten, bspw. von OpenStreetMap, erlauben. Eine Auflistung befindet sich unter anderem in Kategorie:OSGeo-Projekt und Wikipedia:Kartenwerkstatt/Hilfe/Programme.